# Неопалласия
Неопалласия (лат. Neopallasia) — род растений семейства Астровые, или Сложноцветные (Asteraceae). Род назван в честь Петера Палласа (1741—1811), немецкого и российского учёного-энциклопедиста, натуралиста и путешественника.
Представители рода встречаются в Китае, Казахстане, Монголии и России.

## Биологическое описание
Виды рода Неопалласия — однолетние или многолетние травы; листья растений очередные, перисто-рассечённые. Корзинки небольшие, гетерогамные, дисковидные; венчик узко трубчатый; цветки двух видов: краевые цветки обоеполые, внутренние — полностью мужские.

## Виды
По мнению некоторых авторов, род включает в себя три вида, которые встречается в Южной Сибири, Монголии и Китае. По информации базы данных The Plant List, род включает 1 вид:
- Neopallasia pectinata (Pall.) Poljakov [syn.  Artemisia pectinata Pall.]